# 9-й кавалерийский корпус
9-й кавалерийский корпус — оперативное войсковое объединение в составе ВС СССР.

## История
9-й кавалерийский корпус сформирован 1 января 1942 года на Западном фронте.
После тяжелых боев на центральном участке Западного фронта корпус расформирован 10 апреля 1942 года (приказ Ставки ВГК № 0054 от 16 марта 1942 года).

### В составе действующей армии
- с 29.01.1942 по 11.04.1942

## Полное наименование
9-й кавалерийский корпус

## Состав корпуса
- 4-я кавалерийская дивизия
- 17-я кавалерийская дивизия
- 44-я кавалерийская дивизия

## Командование корпуса

### Командиры корпуса
- вр. и. о. полковник Гайдуков, Вениамин Андреевич (c 01.01.1942 по 03.02.1942);
- генерал-майор Борисов, Михаил Дмитриевич (с 03.02.1942 по 11.04.1942)

### Начальник штаба
- подполковник Белявский, Виталий Андреевич (с 17.01.1942 по 16.03.1942)[1]

### Заместители командира корпуса по строевой части
- полковник Гайдуков, Вениамин Андреевич (c 03.02.1942 по апрель 1942)

### Заместители командира по политической части (военные комиссары)
- полковой комиссар Курятов Кузьма Иванович (с 10.01.1942 по 25.04.1942)